# Louise Brown (femme politique)
Ne doit pas être confondu avec Louise Brown.
Louise Brown, née le 15 octobre 1980 à Randers (Danemark), est une femme politique danoise, membre de l'Alliance libérale.

## Biographie
Louise Brown suit des études d'économie à l'université d’Aarhus de 2012 à 2014. Elle a travaille comme directrice de centre pour une organisation de bénévolat à Randers de 2016 à 2022, en parallèle d'une activité indépendante de coach d’affaires et coach mentale à partir de 2018.
Engagée au sein de l'Alliance libérale, elle est élue députée au Folketing lors des élections législatives du 1er novembre 2022. Après le scrutin, elle devient la porte-parole de son groupe parlementaire sur les questions de santé.